# Rabbasol-Tunnel
Der Rabbasol-Tunnel ist eine 35 Meter lange Fußgängerunterführung als Teil der Korkenziehertrasse im Solinger Stadtteil Wald. Er unterquert das Betriebsgelände des Solinger Reinigungsmittelherstellers Rabbasol-Chemie und ist nach diesem auch benannt.

## Geschichte
Die Korkenziehertrasse wurde ab dem Jahr 2004 im Rahmen der Regionale 2006 realisiert. Ihr Streckenverlauf folgt der ehemaligen Bahnstrecke Solingen–Wuppertal-Vohwinkel vom alten Solinger Hauptbahnhof bis zur Stadtgrenze nach Wuppertal-Vohwinkel. Auf dem Teilstück zwischen dem Bahnhof Solingen-Wald und dem Bahnhof Solingen-Gräfrath wurde der Zugverkehr bereits Ende der 1950er Jahre eingestellt, die Gleisanlagen wurden hinter dem Walder Bahnhof allerdings erst am Anfang der 1990er Jahre entfernt. Die angrenzende Firma Rabbasol-Chemie erwarb die Grundstücke, auf dem zuvor die Schienen verliefen, wodurch das Betriebsgelände in Richtung Holbeinstraße anwachsen konnte. Dadurch war die ehemalige Bahnstrecke fortan unterbrochen.
Um die Korkenziehertrasse als durchgängigen Radwanderweg realisieren zu können, musste im Bereich der Firma Rabbasol eine Lösung zur Verbindung beider Teilstücke der Strecke gefunden werden. So war es die Firma Rabbasol, die die Untertunnelung ihres Betriebsgeländes anbot und mit insgesamt 120.000 Euro die kompletten Baukosten für die Unterführung trug. Der Rabbasol-Tunnel wurde im Rahmen des dritten Bauabschnitts der Korkenziehertrasse bis September 2006 fertiggestellt.
Der Tunnel war, wie die gesamte Strecke, zunächst noch unbeleuchtet. Erst in den 2010er Jahren erfolgte eine Ausstattung des Tunnelbodens mit LED-Lampen, die ein weiches Gelblicht abgeben und etwa Joggern das Gefühl geben sollen, vom Licht begleitet zu werden.
Im Tunnel wurde im Rahmen des Geocaching-Projektes Geocaching.com auch ein entsprechender Geocache versteckt.
Um zu den beiden Tunnelportalen zu gelangen, waren bis 2020 steile Rampen sowie am Osttunnelportal eine enge, unübersichtliche Kurve zu überwinden. Für den Ausbau der Strecke im Rahmen der Veloroute Düsseldorf–Hilden–Solingen–Wuppertal wurde das Tunnelumfeld des Rabbasol-Tunnels als Hindernis ausgemacht, das durch bauliche Maßnahmen entschärft werden sollte. So wurde etwa die Neigung der Rampen abgemildert und durch den Abriss der darüber liegenden Brücke am Fallerslebenweg die Helligkeit am Westtunnelportal verbessert. Das umgestaltete Tunnelumfeld wurde im Januar 2021 für den Verkehr freigegeben.